# New Space Order
『New Space Order』（ニュースペースオーダー）は、ナムコ（後のバンダイナムコゲームス）が開発していたリアルタイムストラテジーゲーム（Real-time Strategy、RTS）である。プレイヤーからの略称は「NSO」。New Space Orderとは「新宇宙秩序」を意味し、これは本ゲームの舞台背景となっている「新宇宙秩序戦争（The New Space Order War）」からとられている。
開発チームは「PROJECT STARLINE（プロジェクト・スターライン）」。メインディレクターは高橋徹。設定担当は『機動戦士ガンダム 戦場の絆』のディレクターであり、『ソウルキャリバーV』のプロデューサー、夛湖久治（エンスーT）。サウンド担当は『THE IDOLM@STER』に携わった石川哲彦。

## 経歴
2004年、ナムコ直営のインターネットカフェ「知・好・楽」の新横浜店と高田馬場店にてクローズドβテストを開始した。この時点では、NSOはクローズドβであり、一般のダウンロードや購入は不可能だった。テスト設置は2007年2月4日付けで終了となった。
また同年2007年2月16日から17日にかけて行われた、AOUショー2007にて「アーケードゲーム」として出展された。状況は、リリースに向けて開発中とされており、カウンターストライク ネオ(Counter-Strike NEO)の筐体でNSOとの同時利用が可能とされた。
これ以降、開発状況についての公式なコメントはないまま、公式サイトの更新は、下位コンテンツである New Space Order -Link of Life- のメカニックスの不定期更新と、毎年4月1日のエイプリルフールには恒例とも言うべき更新のみとなった。
2008年12月に公式サイト上にて、正式な開発の中止が発表された。それ以降、期間限定で公開していた壁紙、過去のエイプリルフールページなどが2009年1月26日まで再公開され、その後、トップページにメルニクス語の隠しメッセージを入れた状態で閉鎖された。
ただし、この閉鎖はトップページから各コンテンツへのリンクを切っているだけに過ぎず、2023年現在でも直接URLを入力すると各コンテンツをみることが可能となっている。また、この状態のまま更新もされている。一例として2009年4月1日のエイプリルフールも例年どおり更新されたほか、今なお現存する New Space Order -Link of Life- 以下のコンテンツも非定期ながら更新は続いており、2009年9月時点でメカニックスが更新されており、URLを入力すれば見る事が出来る。

## New Space Orderの内容について

### 設定
バンダイナムコゲームスの定める『UGSFシリーズ』作品の一つである。流れとしては『エースコンバット3』に登場した「ゼネラルリソース」や「ニューコム」がこちらでも登場する。またゲーム中では「ジオキャリバー（スターブレード・オペレーション・ブループラネット）」「ドラグーン（ギャラクシアン3）」「ゾルギア（ギャラクシアン3）」の設定を引き継いだユニットが登場し、公式ホームページ内のショートストーリーでは「ジオソード（スターブレード）」、「ソルバルウ（ゼビウス）」との関与も匂わせている。さらに後述のフラッシュノベル New Space Order -Link of Life- では一部の国家が「テイルズ オブ エターニア」のメルニクス語を会話言語として使用するなど、UGSFシリーズ以外にも多くのナムコゲーム世界を集約した作品となっている。
ゲーム中で使用可能な国家は、以下の4つ。
「民主連邦（UNITED GALAXY あるいはU.G.）」
地球からの移民で生息圏を拡大させた統治国家。民主連邦は政体をあらわした名で、正式国家名は「銀河連邦（ユナイテッド・ギャラクシー）」。設定はエースコンバット3→スターブレード以降の地球世界を継承している。初めに、軍事帝國と交戦状態に陥る。
政治に関しては、連邦はその肩書きを持つものの、実質的にはゼネラルリソースやニューコムなどの超巨大企業によって統治されている。保有する軍隊である「United Galaxy Space Force（U.G.S.F.）」も、超巨大企業群の融資によって運営されている。進出直後に第一の植民惑星で自治権獲得を目指す戦争が起こり、連邦側が勝利。その対応策の為、U.G.S.F.が作られた。 New Space Order -Link of Life- では、既に地球は政治の中心から遠く離れた辺境地区で、戦略的にも価値の低い地域のようである。
ナムコの制作したゲームに登場する外宇宙の敵勢力（『ボスコニアン』や『ギャラガ』など）と何度も交戦しているという設定もある。U.G.S.F.もナムコのゲームの一部で設定として使用されている。なお、これらの勢力はゲームストーリー後半での遭遇（地球が辺境地帯にあることに加え、ソルバルウに関しては戦争末期に運用艦が完成したことになっている）になっていたり、「準災害級敵対勢力」という扱いなので、当ゲームでは扱われない。（それでも特務部隊SATを艦隊規模の予算（裏金）を費やして運用している設定である。LoLでも、設定ではSAT艦隊のドラグーン母艦4隻が極秘裏に地球に進撃中であり、当時は遭遇したばかりでUnknownであった神聖宗教国艦もろとも帝國軍を殲滅する予定だったという。）
ユニットはコストと性能のバランスに優れ扱いやすい。また、航宙機と呼ばれる宇宙戦闘機が全勢力最強に設定されている。
また、『スターブレード』に登場したジオソードの後継機ジオキャリバー2や、『プロジェクト・ドラグーン』に登場したドラグーンの後継量産型ドラグーンIDSなど、他UGSFシリーズ作品との関連性が最も強い。
「軍事帝國（Military Empire）」
意図は不明だが、軍事帝國は「帝国」ではなく「帝國」と表記される。これは言語解析で判明した政体からU.Gが命名した仮称といわれている。正式国家名は「オーラ・ガルセリック・ゾ・アウス」。
「総統」とよばれる一人の人物によって統治されている国家。国家は元々複数あったが、「統一戦争」と呼ばれる総統が起こした戦争を経て統一されている。なお、彼は新宇宙秩序戦争中、数百年もの間存命し続ける設定らしい。
第二次世界大戦のドイツおよび日本を髣髴とさせる軍事中心とした文化で、科学に関しても軍から発展している。また、デザインも第二次世界大戦の戦艦や空母をモデルにしている。内政・統治は安定している。外宇宙からの侵略などの脅威を予見し、それらを排除するため再軍備・外宇宙に進出の後、U.G.と交戦状態に陥る。
E.S.P能力を「ドークト」と呼び、軍事応用的な力と認識『させられて』使用している。テレパスなどの能力は使用できないが、代わりに人間の感覚をブーストでき、宇宙空間での測距を地球の第一次大戦よろしく目視のみで行え、艦長と砲術士官自身の演算のみで亜光速の砲撃戦を行えるほど。
そして『制限されている』とはいえ、4国家で唯一、全国民にE.S.P能力が発現しており、その使用も「疲れるが日常的に」で使えるほど難度が低い。そのため、兵の錬度や経験蓄積は他国の比ではなく、演算能力はU.Gの高性能コンピューターに匹敵する。そのせいか、兵器の殆どが個人の熟練に左右されるピーキーなものが多い。
『ゼビウス』で使用された「ゼビ語」から発展した言語を使用している（ただし、ゼビ語自体に関しては、何らかの力によって別の知識を植えつけられている、とされる）。 New Space Order -Link of Life- のメカニックスにある軍事帝國関連の項目には、かなりの単語数が多用されている。言語設定的に、ゼビ語（古代汎銀河公用語）+古代ノルド語を組み合わせて作成されている。
ユニットは高コストかつ高性能の少数精鋭型である。また、イベントを経る事で実弾装備が多い兵器への転換がなされる。側面からの侵攻に強い戦艦も多い。
New Space Order -Link of Life- のメカニックスの項目に本艦の設定があるが、職人制手工業による製造らしい。
「神聖宗教国（Sacred Religious State）」
軍事帝國と同様、正式国家名は「セレスティア・ティアン・ファーウス」。神聖宗教国自体は科学力を持たず、代わりに太古より伝わる「聖典」という完成された技術を解読、それを再現する事によって成り立ってきた国家。遥か太古には、『テイルズ オブ エターニア』における並行世界のように、幾つもの惑星がスターラインに酷似した力で直接的に繋がっていた文明が栄えていたとされている。
兵器に関しては生物のようなもので、兵器群は元々自律行動を取れるものだったが、自律行動に必要な脳の解析・制作を失敗しているため、「操者」と呼ばれる超能力保有者を搭乗させ、テレパスで動かしている（U.G.における「E.S.P.」やコフィンシステムでの操縦と似る）。そのため、搭乗員の数は少ない（「 New Space Order -Link of Life- 」では、1隻に1～2人と設定されている。もしくは、一隻を稼動状態にしておく為の必要人員数を表している可能性もある）。「操者」は、10代前半の若い少女で構成されている（ただし、全てではない。なお、地上部隊は主に男性で構成されている。これらは生物である船にある性別と操者の性別の相性や、神聖宗教国人のE.S.Pの成長傾向によるものである）。操者は、生体の核に挿入されると時を止め、永遠の若さを保つ。これはE.S.P能力を安定的にするための調整とされている。
神聖宗教国の惑星殲滅兵器は、同社他製品である『ギャラクシアン3 アタック・オブ・ザ・ゾルギア』の敵であった超巨大生命兵器「ゾルギア」が使われているが、メカニックスで明らかにされた設定的には半分別物とされる。が、イル・ドークト装甲やエターニアの平行世界など、U.G.と並んで旧ナムコの過去ゲームの設定が流用されているのが多い。
文化面に関しては、中世と神秘性を思わせる。『テイルズ オブ エターニア』で使用されたメルニクス語を公用語として使用している。
封建王朝国とは後述の理由から長年敵対関係にあるが、Ｕ.Ｇ.とはＬｏＬ劇中での事件を経て、アイルヤのような遭難者の救助を介した友好的な繋がりを持つ。物理的な隔絶から交流は少ないものの、何名かの神聖宗教国人はＵ.Ｇ.に帰化しているらしく、戦中を通したトップエース（＝E.S.P能力者）には神聖宗教国人とのハーフが含まれている。
ユニットは比較的高コストであるが、全勢力最速の機動力を誇り、敵を貫通するキルリアンビームや体当たりなどの特殊攻撃も持つ。
ちなみに、公式ページでのコラムでも描かれているが、本作のマスコット的存在である「ユッタ」の出身国でもある。
「封建王朝国（State of Feudal Dynasty）」
他の3国に比べ、最も高い科学力を有する国家。正式国家名は「ティェンチョウ・ゾ・レフウス」。設定を担当した夛湖は、この国家が『未来忍者』のさらに未来の世界であることをTwitterで明らかにしている。U.G.のそれより二世紀分も進み、ディアスタシオン＝ドライブ（次元粒子操作技術。三次元を漕ぐ次元槽櫂として使用）も既に保有している。宇宙進出や宙域戦争も一番に経験している。公用語としては、広東語をベースとしている。文字通り、政体は封建国家で成り立っている。しかし、国民の大半は最新科学の存在すら知らない。
宇宙進出後に発生した「十二諸侯争乱」と呼ばれる戦争を経て「皇帝」と四侯によって統治されている。
王朝禁軍（皇帝唯一の軍で所謂プレイヤーの軍）の指揮官は武勇の優れた諸侯が多い為、強大な科学力を使用した反乱を抑えるため、伝統や様式といったさまざまな制約で縛り付けている。科学技術は王朝中枢でのみ伝えられ（神聖宗教国とは違い、独力研究による）、技術を与えられた技術者達は研究解明を禁じられ、違反者は抹消される。兵器群に関しても、伝統や様式を取り入れており、無駄な装飾が見られるのもこのためである。一部の庶民はそもそも宇宙進出ということ自体、理解していない模様。
神聖宗教国の生命船を見かけては交戦しており、操者入りの生体核は「玉」と名をつけて、諸侯が勲章として確保していたらしい。（メカニックでは二世皇帝の時代、公式プログでは三世皇帝の時代に禁止令が出された）。禁止令後の扱いは母国に返却ないし破壊されたようだが、アイルヤと同じように蘇生し、皇帝の側近として仕えた例もある。
ユニットは低コストかつ低性能の廉価量産型である。また、他の勢力に比べ、扱い方が異なる癖の強いユニットが多く、デザインも箱型船体にオールや、甲板上に巨大な女性像をあしらったりとかなり異質。

### RTSとしてのNew Space Orderの位置づけ
New Space Orderは、いわゆる戦術・戦略級のリアルタイムストラテジー（RTS）ゲームという位置づけになる。
日本国内においてRTSは『エイジ オブ エンパイア シリーズ』或いは『エンパイア・アース』等に代表される文明級RTSが一般的であり、非常に珍しいケースである。これは、文明級RTSの難解さを回避しライトユーザーを取り込む手段とも見て取れる。
その意図の一環として、他のRTSに比べ操作説明を行ういわゆる「チュートリアル画面」等もパソコン初心者等を意識した作りにしたと言う事がディレクターの講演にてコメントされている。

### ゲームルール
宇宙を舞台にしたいわゆる4xスタイルのストラテジーであり、広大な宇宙空間を探索し各惑星へ移住・占領を行う事で領土を拡大し、敵軍の母星と敵軍のユニット＝敵戦艦を見つけ出しこれらを殲滅する事が第一条件となる。

### ゲーム進行
ゲーム開始時、所有する自軍の首都（母星）を除く各惑星はもとより敵軍のユニット等はマップに表示されていない。
この為、母星から偵察ユニットを生産・出動させ任意の空間を探索する。
探索を行うとその空間に隠匿されていた惑星の位置が明らかとなり、これらに移住を行う事が出来る。
移住を行った星からはスターラインネットワークと呼ばれるラインが放たれ、隣接する自軍の惑星にリンクする。
このような状態で結ばれた惑星間ではその惑星から生産される資金・資源と、惑星から見える範囲の情報が共有される。これは特に「星系」と呼ばれる。
星系の規模が拡大するに従い、共有出来る資金・資源の量も増加する為、こうして蓄積された資金・資源を使い、自軍が所有する惑星に造船施設を建造、さらに自軍の戦闘艦を建造することが出来る。
自軍の戦闘艦にはそれぞれ
- 敵の艦を長距離から砲撃出来る戦艦
- 敵が既に所有している惑星を逆に占領できる惑星制圧艦
- 宇宙戦闘機を搭載し、遠方の敵を空襲できる航宙機母艦
- 異空間への潜宙により敵の砲撃を無効化出来る潜宙艦
- 敵の空襲を防ぎ、潜宙艦を唯一攻撃できる護衛艦

等、様々な物があり、状況によって使い分けねばならない。また、共通して艦の側面、背後は受けるダメージが高くなるようになっているため、プレイヤーが直接指示を行う場合はこれを留意した戦術が要求される。
また、ユニットで艦隊を組んだときに旗艦を設定でき、旗艦の経験によって艦隊全体の能力が底上げされる設定が予定されている。
戦局が膠着した場合、最終局面で「敵領土である惑星そのものを一撃で破壊できる決戦艦」といわれるユニットが作れるようになり、これをめぐって膠着を打開する決戦が起こるよう意図されている。
最終的にこれらを駆使し、敵の母星を見つけ出し、占領・破壊する事が出来たプレイヤーが勝利となる。

## New Space Order -Link of Life-
2007年2月14日に、フルボイスFlashムービーノベルの「New Space Order -Link of Life-」が公開された。Flash制作は、Romanceworkと以前ナムコの映像制作に携わったTANAKA U。
これは、公式サイトで書かれたショートストーリーを継承したものであり、U.G.を主軸においた内容となる。全10話。
また、ニュースペースオーダー本編で設定を担当している夛湖久治（エンスーT）によって、メカニックスと呼ばれる項目にて、登場する軍艦や技術・キャラの裏設定などの詳細な説明が行われている。

### 登場キャラクター
ユウ・サイトウ （声：中井和哉）
主人公。U.G.のジオキャリバー2攻撃機パイロットで、オメガ小隊のリーダー。階級は中尉。性格は直情的で部下思い。微弱ながらE.S.P.を持つ。
オメガ隊はほぼ全員が地球出身者で、エース級パイロットを幾人も含む優秀な小隊。
所属艦は航宙機母艦リゲル。リゲルの撃沈後は航宙機母艦アルタイルに所属する。
アイルヤ （声：広橋涼）
神聖宗教国の操者。強力なE.S.P.を持つ。船を破壊され漂流している所をユウに救助された。U.G.とは異なる言葉を話すが、ユウなどE.S.P.を持つ者とは意思疎通ができる。名前に馴染みが無く、呼びづらいと言う理由で、ユウからは「アイ」と呼ばれている。ユッタという友達がいて、彼女はアイ達の中で最もE.S.P.が強いらしい（正確には、見習いであったアイルヤの保護者）。なお、この「ユッタ」はたびたびNSOの公式ホームページで公開されるマスコット的キャラ。
カート・シールズ （声：服巻浩司）
オメガ小隊機担当の整備員リーダー。ユウからは「おっさん」と呼ばれている。
リック （声：鹿野優以）
E.S.P.を持つバンドウイルカ。オメガ小隊のジオキャリバー2パスファインダー機パイロット。子供っぽいしゃべり方をする。アイルヤにペットだと勘違いされる。実年齢は不明ながら、人間換算で16歳。
リベロ・トーン （声：三浦祥朗）
欠員補充でオメガ小隊に配属された新人パイロット。階級は少尉。配属された当初は敵の攻撃などに驚いていたりしたが、戦闘を重ねるごとにパイロットとして成長していく。正確な敬礼はポスターに採用できるほどと評される生真面目な性格。
アラン・ベイツ （声：金子英彦）
戦艦シリウス艦長。階級は大佐。中央出身で、ユウらを辺境人と見下している。マイヤーと同位だが出自上、立場は低いようだ。強いものには媚び、弱いものには威張り散らす性格。本来は三人組である艦隊司令官の権利を持つが、アルタイル艦長のマイヤーが暫定的に指揮している（U.G.軍規において司令官は１人ないし３人。ダブルリーダーは禁止という取り決めがある）為、立場は普通の艦長と変わらない。一応、成績は優秀。後に公開された戦艦IIのメカニック説明によると、撃沈されて一年以上漂流していた艦艇から救助された過去があることが判明し、それ以後も非常に過酷な人生を歩んできたことが明かされた。
イリーナ・スターレンス （声：生天目仁美）
ユウの同期。階級は大尉。現在はマイヤーの副官で、ユウの直属の上司。上下関係に厳しく、冷静沈着。
アレクセイ・マイヤー （声：千葉進歩）
U.G.の実質的支配層の一つ、ゼネラルリソースの経営者血族。階級は大佐→少将。優秀な艦隊指揮官だが冷酷非情で、目的の為には手段を選ばない。だが、地球を逃れてきた市民の声にひとつひとつ耳を傾けるなどの意外な一面も持つ。アイルヤによると「私欲ではなく、もっと大きなことを考えている」らしいが……。
ちなみにゼネラルリソース血族としての権力は並大抵のものではなく、憲兵にすら丁重な扱いを受ける程。もっとも、これは彼の一族が軍上層部にも多数いるためでもある。

## 作中用語
次元粒子(ディアスタシオン)
光速を越えた移動・通信を可能にする粒子。ギリシャ語で「次元」を意味する "diastasi" からの造語。上記以外にも、防御装置・潜宙技術・攻撃装備に応用されている。これによって、より広大な宇宙進出が可能になった。設定担当のエンスーT曰く、トンデモ設定の一つ。
アルタイル
U.G.S.F.の第一世代型ケストレル級航宙機母艦。物語でユウたちの母艦。全長1400m以上を誇る大型艦。
本来アルタイル他の艦艇は補充艦隊であり、地球駐留艦隊と合流の後、駐留艦隊旗艦リゲルの司令下に入る予定だったが、リゲル含む駐留艦隊が軍事帝國の攻撃により全滅した為、アルタイルが暫定司令部として運用されている。元が補充艦隊だったため、やや装備が不足気味。
U.G.S.F.の戦艦（シリウス・ベガ・スピカ・デネブ・レグルス）
ゲーム内では戦艦二型に分類されるニューコム社製装甲打撃艦。艦底部に対になった長砲身の荷電粒子砲を備え、超遠距離戦に特化した戦艦。初のニューコム社製戦艦ゆえにG.R.社子息のマイヤー艦隊への部品調達を渋るという事態もあった。
亜光速弾の為に完全回避可能距離が存在する。それゆえに帝國の超光速重粒子弾発射砲より威力・弾速は劣るものの、正面対峙ならば比較的長い射程を生かして有利に立てる。なお、「スターイクシオン」などでサディーンらと交戦するドラグーンなどの運用艦はこれら装甲打撃艦を改造したワンオフタイプのもので、末期にはソルバルウ運用艦も建造されている。ゲームでは出てこないが、最終的に神聖宗教国の技術を使用したイル・ドークト装甲を装備したⅣ型にまで発展する。
神聖主神力船
マイヤー率いる地球艦隊がU.G.としても初めて遭遇した神聖宗教国の船。U.G.コードネームで「ホエール」と名づけられる。事実上の神聖宗教国の戦艦であり、装甲にはゼビウスの「イル・ドークト装甲」が使われるなど、 New Space Order -Link of Life- 中ではほぼ最上級の技術が使われているが、再現率が低い為、性能はそれほど高くない。代わりに装甲＝推進器のため、劇中では全長1km以上でありながら宇宙戦闘機並みの凄まじい機動力と、戦列艦を軽く貫くキルリアンビームを見せている。操者は1～2人で、高いE.S.P.能力を持つ選ばれた子供をさらに調整・膨大なE.S.P.の供与を経て選別される。その為、見習いクラスのアイルヤでも当時のU.G.最高能力者の、お守り付きでは百倍以上ものE.S.P.力を誇る。船の全機能・エネルギーを全てE.S.P.に依存している為、適任の操者は非常に少なく、キルリアン光能力を持つ能力は極端に少ない。
ジオキャリバー2
内宇宙防衛用迎撃航宙機ジオキャリバーを改良して作られた、U.G.の艦載用航宙機（宇宙戦闘機）。攻撃兵器を持たず攻撃機の長距離運搬及びデータ中枢であるパスファインダー機1機と、反応炉からの膨大なエネルギーを攻撃兵器に集中して使用する攻撃機6機で1小隊となる。また、パスファインダー機のパイロットは任務中に生じるあらゆる処理をこなさなければならず、ヒトではその処理に体力・精神が追いつかないため、研究の結果E.S.P.の基本数値が高くストレスを受けにくいイルカをパイロットとしている。
PF型パイロットのイルカは兵器扱いで、ニューコム社専売特許という位置づけだが、彼らは探査船の船長を務めるほどU.G.に溶け込んでいる。
同名の機体がニューコム社で設計されており、ゼネラルリソース社はそれを下請け製造していたが、アウトレンジ戦術(母艦の特殊カタパルトを用いて航宙機編隊を敵の探知圏外から超光速で投入する戦法)へ適応する一撃離脱へ特化した設計故に機動性で大きく劣り、帝國が対策として投入した航宙機や防空艦による大損害を受け方針を転換。ゼネラルリソース社がドッグファイトを考慮して再設計したのが本機である。（中期型といわれる）ユウ達が使用しているのはこの中期型である。この中期型は対艦兵器が装備できず、反応炉の永久機関としての特性がなくなったが、ゲイレルルに対して互角以上に戦えるようになり、対して対艦攻撃のために肉薄攻撃をする必要がでたため、以前の初期型はそのまま対艦攻撃機として運用されている（ただし、艤装や補給物資が違いすぎたため、同一空母では運用不可能になっている。LoLで中期型なのはリゲル、アルタイル共に中期型運用艦のため。）
キャリバーシースと呼ばれる装置を装備することによってあらゆる戦況に対応することが可能。シースAからシースEまでアルファベット順で5種存在するが、LoL作中ではアサルトシース（シースA）、Eシールドシース（シースE）のみが使用された。
E.S.P.
いわゆる超能力・第六感。元々人に備わっていた感覚であり、個人差がある。超感覚と念動力を含む。なお、E.S.P.という名称はU.G.のみで使用している名詞である。
軍事帝國では軍事運用を目的に、精神への負荷と引き換えに身体能力や脳の処理能力を高めるものとされている。これは全国民が持っている。
そのため、IQ・船員錬度などは他国よりも桁違いに高く、火器管制を担う艦長や砲術士官クラスだと、火器管制を全て人力のみでU.Gコンピューターと同等にこなせるほど。代わりに、使いすぎて精神崩壊を起こす者が多い。
『シーラカンス』
『シーラカンス』とはU.G.コードネームであり、正式名は「戦列艦」。軍事帝國語では「ガイム・グルゼーガ」と呼ばれる軍事帝國軍の主力戦艦。第二次世界大戦の戦艦の如き旋回砲塔から実弾（メカニックスによると、超光速で射出される重粒子弾）を発射する。対空装備も幾つか持つ。ちなみに砲塔は一つ一つが各工房の職人による手作り。主任設計者は軍事帝國の宇宙戦闘機『ゲイレルル』設計主任の弟（後に帝國を脱出）。
側面に対しては強力な砲撃能力で、もう一つの長距離砲撃用の駆逐戦列艦と合わせてU.Gに大損害を与え、上述のアウトレンジ戦術誕生を促したが、反面正面火力が比較的弱く、手作りで癖が強すぎる上に砲台の強度が足らずに壊れやすい上、戦闘後は必ずオーバーホールを必要とするほど破損する。さらに一斉射すると反動制御と防御機能を最大展開する反動で、エネルギー不足で一時的に漂流状態になるという致命的欠点がある。また、重粒子をタキオン粒子のケースで包んで超光速に対応させるという弾頭の構造上初速を上げるにはタキオン粒子の比率を多くしなければならない(=威力が激減する)上、あくまで実弾でしかないので抗弾障壁で安易に弾体が崩壊する。
『トンボ』
同じくU.G.コードネームで、正式名は「大戦機Hi121 ゲイレルル（ゲイレルルは愛称）」。戦列艦を設計した天才職人兄弟の兄が設計・開発した、軍事帝國軍の艦載用宇宙戦闘機。デザインはドイツ第三帝国の「ドルニエDo335プファイル」に酷似している。
兵装にモーターカノン型低出力連射砲二門・ブラストチューブ型高出力単射砲一門、或いは誘導爆弾を装備している。また、プロペラ状のディアスタシオン型推進器の影響で次元粒子が振動し、プロペラ音に似た音が実際にするとされる。主翼はストゥーカのような逆ガルタイプ。ジオキャリバー2と比べ、機体反応が早くドッグファイト向きだが、素早いだけに操縦者のE.S.P.能力の要求が高く、それによる廃人化も比較的多い。
ジオキャリバーが消滅反応炉などを使用して半永久・高出力化を果たしているのに対し、出力調整の反応速度を重視してあくまで充電式のキャパシタタイプを採用している。これは博士（上述の設計者）が「戦争は最低でも160年は続く（ゆえに長期的に設計は考えるべき）」「反応炉は長期間の開発に伴い、極端な肥大化・高機能化による信頼性の低下は避けられない」「技術的に安定し、かつ発展余地が高いキャパシタを採用すべき」という思想をもっていたからである。実際、UGSFシリーズに出てくるU.G製航宙機は、ドラグーンに代表されるような準艦艇クラスまで大型化している。
あくまで設定だが、戦争初期生産型には、次元推進器とそれによる防御幕を前方にオーバードライブ・集中する事で艦艇の障壁を貫通する程の出力を生み出し特攻する機能があった。これは設計時に要求された「強大な攻撃力と生存性の両立」が研究の引継ぎ時に曲解されて付与されたもので、後に総統からの命令で使用が禁じられ厳重な封印が施されるも、前線では作戦失敗時の引責自決や挺身作戦で用いる為に解除コードの提示が行われていた。なお、後期型では機能そのものがオミットされている。
単座型と複座型の2つの量産型があり、これら普通の量産型以外にも、工房職人が選別された高精度パーツで組み立て個人向けの調整を施したピーキーな特殊型、そして博士自ら製造した私製型と呼ばれる、俗にいうエース専用機も存在するとされる。（出典：ゲーム本編・メカニックスでの説明より）